# TriMob
TriMob (ukr. ТриМоб; dawniej Utel) – ukraiński dostawca usług telefonii komórkowej z siedzibą w Kijowie. Stanowi część Ukrtelecom.
Utel powstało w 1992 roku. W 2011 roku zaczęło funkcjonować jako TriMob.